# Ecjum uredinialne
Ecjum uredinialne, zwane też ecjum wtórnym – szczególny rodzaj ecjum wytwarzany przez niektóre gatunki rdzowców (Pucciniales). Powstają w nim zarodniki pełniące równocześnie funkcje urediniospor, zwane ecjosporami uredinialnymi. Mogą infekować tego samego żywiciela u rdzy jednodomowych lub żywiciela z innej grupy systematycznej w przypadku rdzy dwudomowych. Rozwija się z nich grzybnia dikariotyczna.
Ecja uredinialne występują na przykład u gatunków zaliczanych do rodzaju Chrysomyxa. Jest to pasożyt dwudomowy. Na świerkach wytwarza typowe ecja zwane pierwotnymi. Infekują one bagno zwyczajne (Ledum palustre). Kiełkując na nim tworzą ecja uredinialne.